# Arthur Devis
Arthur Devis (Preston, 19 de fevereiro de 1712 — Brighton, 25 de julho de 1787) foi um pintor inglês, conhecido pelas suas "pinturas de conversação" e retratos.
Foi discípulo de Peter Tillemans e passou a maior parte de sua carreira em Londres, recebendo pouco reconhecimento em vida. Exibiu obras na Free Society of Artists entre 1762 e 1780, e restaurou os murais de James Thornhill no Hospital Greenwich de Londres.
Casou-se em 1742 com Elizabeth Faulkner e com ela teve 22 filhos, dos quais apenas seis chegaram à idade adulta. Ellin Devis se tornou professora e escritora, e Arthur William Devis seguiu a carreira paterna.
Na década de 1930 sua obra começou a ser apreciada pela delicadeza de estilo, influenciado pelo rococó, e pelo seu precioso caráter documental da vida no século XVIII.